# 勞倫士
劳伦士（Lorinser）是一家专门为戴姆勒旗下厂牌梅赛德斯-奔驰及Smart进行改装的德国公司，成立于1930年，总部位于温嫩登。

## 概要
劳伦士的主要业务是制造和销售汽车零部件，以及贩售名为“Complete Car”的成车。由于公司成立的历史和背景，劳伦士与梅赛德斯-奔驰有着深厚的关系，其成车产品中，梅赛德斯-奔驰车型占大多数。近年来，劳伦士也开始提供对凌志车辆进行改装的服务。
该公司的主要汽车零部件产品包括铝合金轮圈、外观套件、进气和排气系统、悬吊系统、座椅和内饰等。除此之外，该公司在德国总部还设立了一个部门，专门由经验丰富的技师负责翻新经典汽车。劳伦士在全球42个国家开展业务，其中欧洲、美国、日本以及中国、俄罗斯、乌克兰、阿拉伯联合酋长国、科威特和沙特阿拉伯等国家和地区是其主要市场。

## 历史
劳伦士的起源可以追溯到1930年。当时汽车技师埃尔温·劳伦士（Erwin Lorinser）在德国西南部的魏布林根创立汽车修理厂，后来成为戴姆勒AG的官方经销商，接管梅赛德斯-奔驰品牌的维修和服务责任。 1974年，埃尔温退居幕后，将公司的经营权交给他的儿子曼弗雷德·劳伦士（Manfred Lorinser）担任总裁。
1976年，劳伦士在温嫩登成立分公司，并开始专门从事汽车调校业务“Sportservice Lorinser”（劳伦士运动改装业务部），包括销售乘用车和商用车，并提供车辆改装调校服务。运动改装业务部最初生产调校引擎，1970年代中期开始销售汽车外观改装空力套件。 1981年，劳伦士将运动改装业务作为独立的公司正式登记注册，成为现在的形式。 1996年，劳伦士获得DIN EN ISO 9002的认证。 2006年，马克斯·劳伦士（Marcus Lorinser）成为该公司的总裁。

## 业务及产品
劳伦士主要提供以下产品服务：
- 引擎调校
- 汽车零部件产品
- 外观空力套件

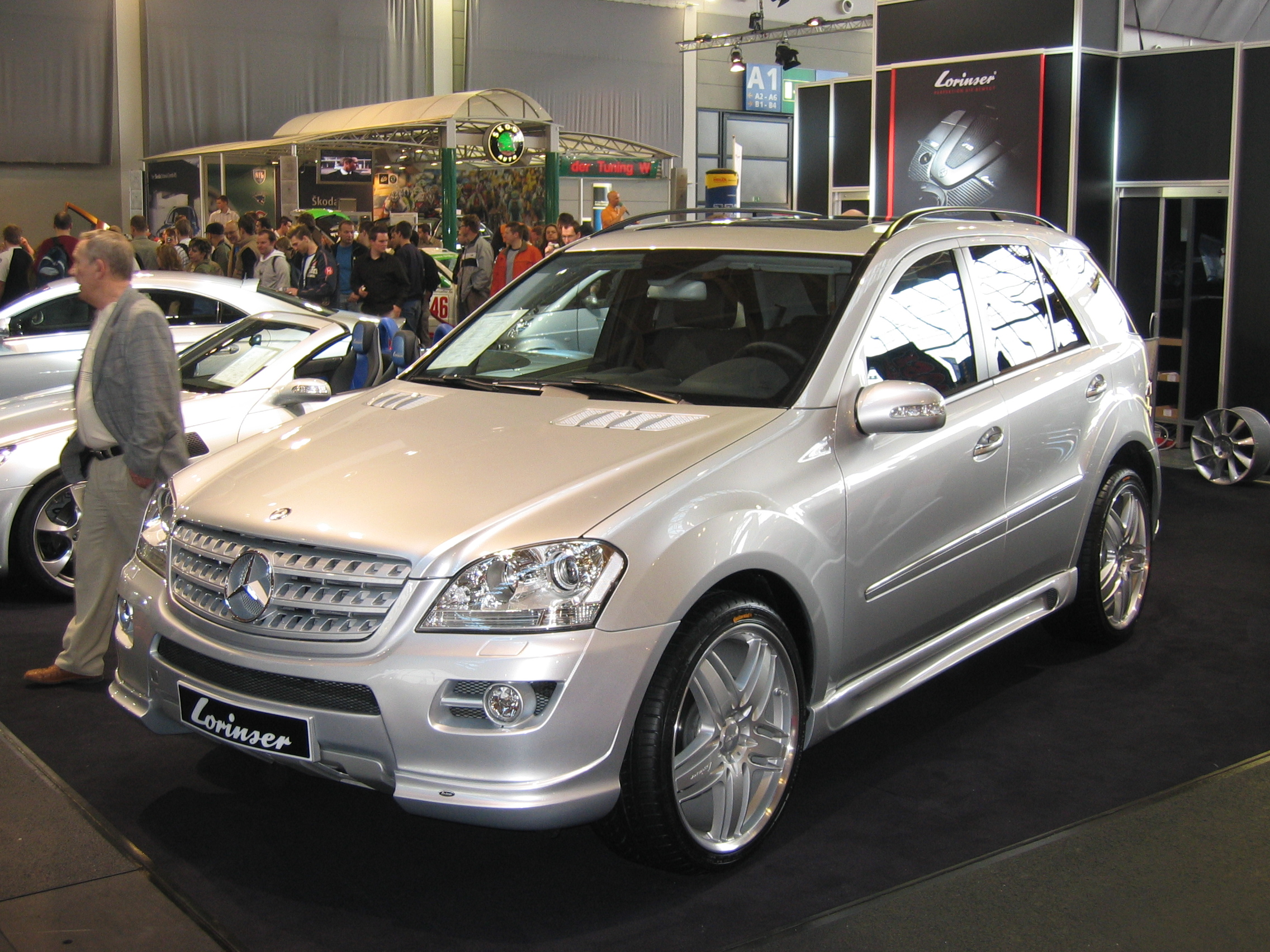
劳伦士 M-Class

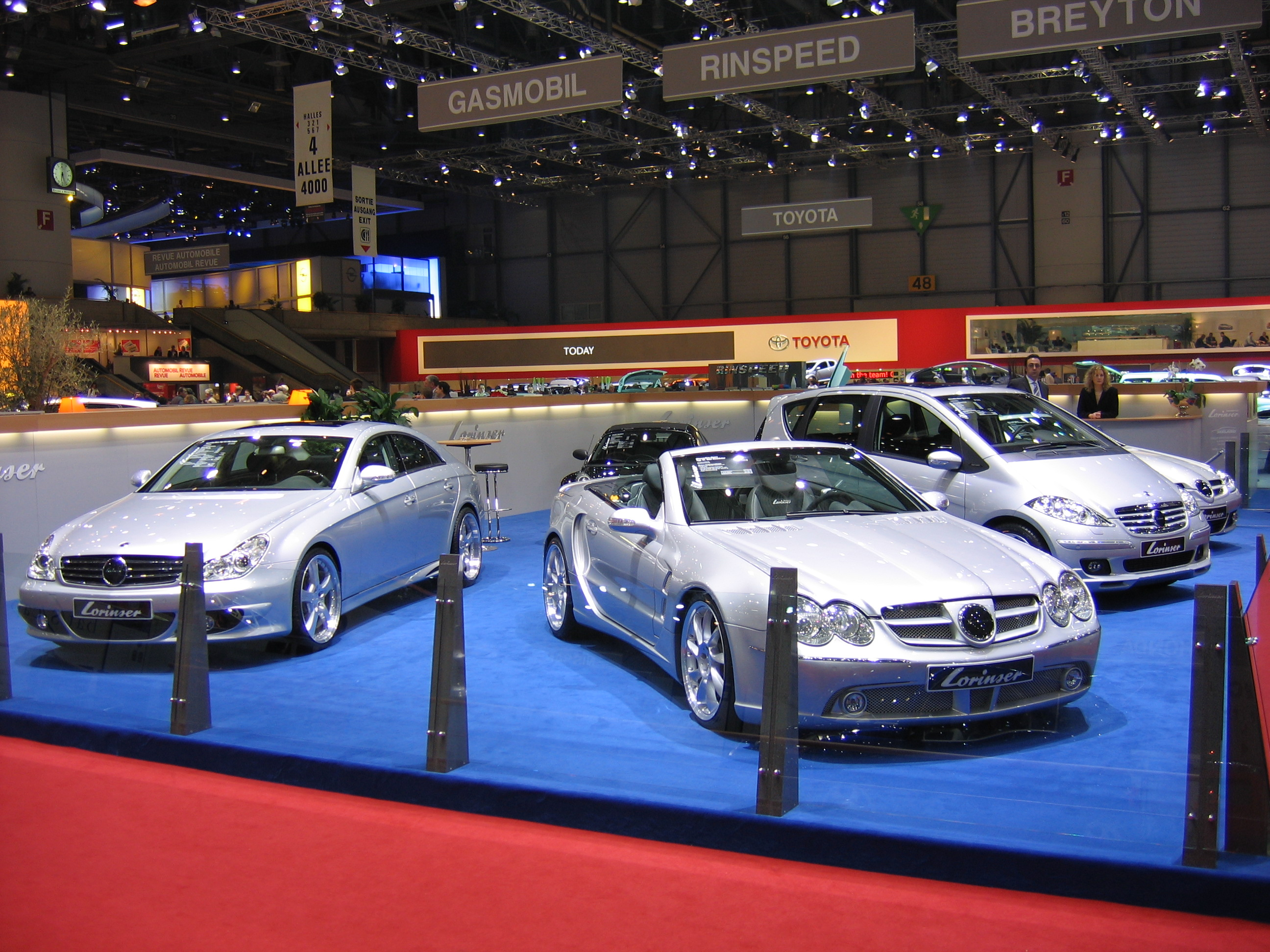
劳伦士于2005年日内瓦汽车展上展示的车辆

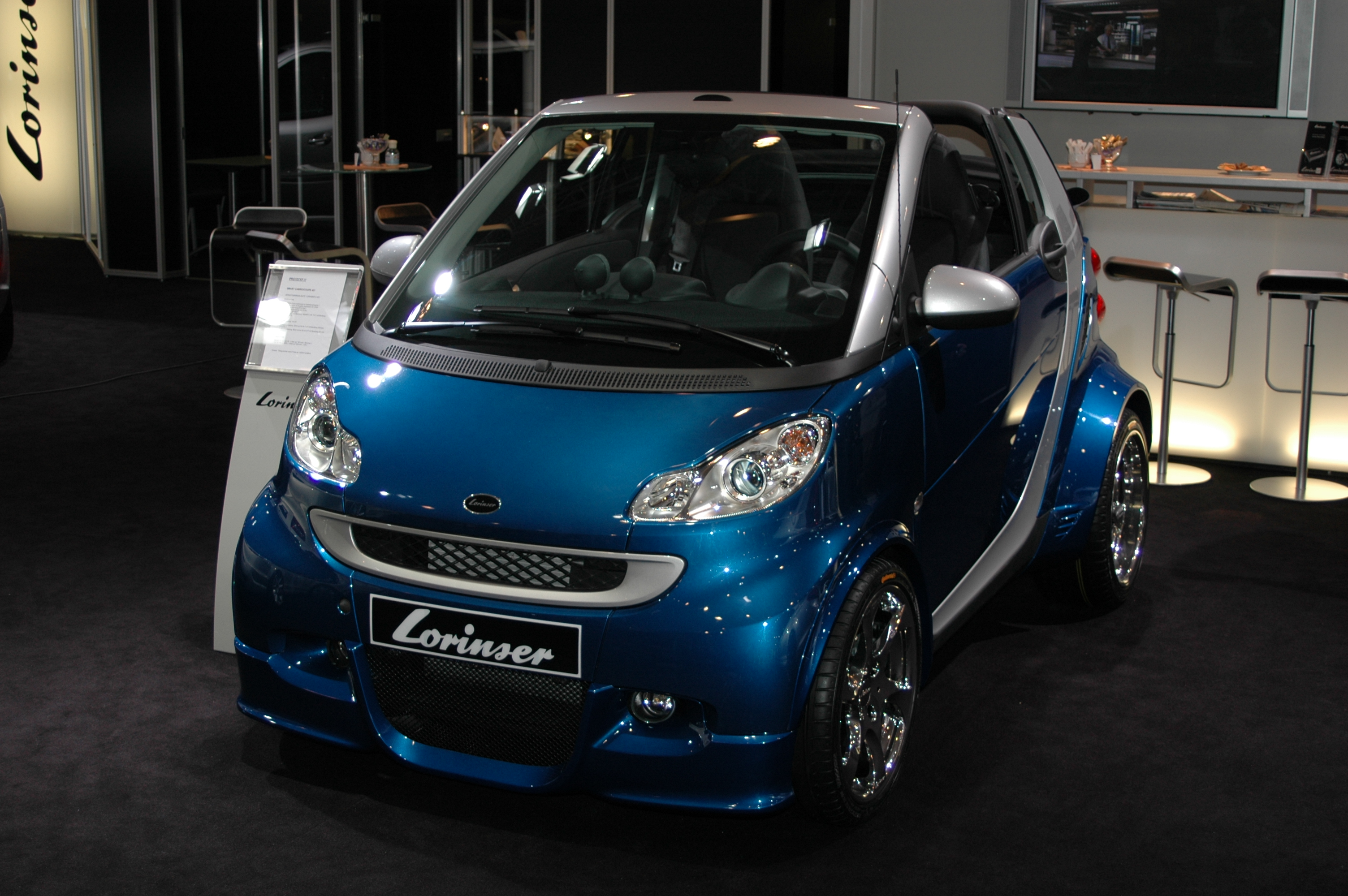
劳伦士 Smart Fortwo

劳伦士的改装理念是不改变原车款特性的个性化改装。改装范围主要集中在外型、内装、悬吊、煞车系统以及安全性能的提升，例如加粗的直排消音器、全钢板底盘，气压式悬吊系统，加大轮圈和轮胎等等。改装车的空力套件设计上，具有强烈一致与共通性。外观套件部份，独特的进气网栅、圆形雾灯造型与具家族色彩的造型设计为特点。动力改装可分为两种方式，一是维持原引擎设计，扩大气缸容积，另一则是使用机械增压来强制进气。

## 外部连结
- 官方网站 （英語）